# No Division
No Division is het vierde studioalbum van Hot Water Music en werd uitgebracht in 1999 door Some Records. Het nummer "Rooftops" werd later als cover opgenomen door Alkaline Trio voor het splitalbum Alkaline Trio/Hot Water Music.

## Nummers
1. "SouthEast First" - 3:05
2. "Free Radio Gainesville" - 2:30
3. "Our Own Way" - 2:36
4. "It's Hard To Know" - 3:29
5. "At the End of a Gun" - 3:56
6. "No Division" - 2:05
7. "Jet Set Ready" - 3:37
8. "Rooftops" - 2:53
9. "Hit and Miss" - 3:57
10. "Driving Home" - 3:24